# Otto Rubly
Otto Rubly (* 26. März 1957 in Schönenberg-Kübelberg) ist ein deutscher Politiker (CDU). Er ist seit dem 18. Oktober 2017 Landrat des Landkreises Kusel in Rheinland-Pfalz.

## Leben
Nach einem Jurastudium entschied sich Otto Rubly im Jahr 1982 dafür, den elterlichen Landwirtschaftsbetrieb im heimatlichen Schönenberg-Kübelberg zu übernehmen, den er bis zu seiner Wahl zum Landrat im Jahr 2017 führte. Seitdem nimmt er hauptberuflich dieses öffentliche Amt wahr.

## Politik
Rubly ist langjähriges CDU-Mitglied, im Februar 2018 wurde er für 40 Jahre Parteizugehörigkeit geehrt. Von 1992 bis zum Januar 2019 war er Vorsitzender des CDU-Kreisverbandes Kusel. Ab 1999 gehörte er dem Rat der Verbandsgemeinde Schönenberg-Kübelberg, beziehungsweise ab Anfang 2017 dessen Nachfolger, dem Rat der durch Fusion entstandenen Verbandsgemeinde Oberes Glantal an. Zudem war er auch Erster Beigeordneter der Verbandsgemeinde. Beide Funktionen legte im Oktober 2017 wegen des bevorstehenden Amtsantritts als Landrat nieder.
Im Jahr 2017 bewarb sich Rubly als CDU-Kandidat um die Nachfolge des bisherigen Landrats Winfried Hirschberger (SPD), der nach 32 Jahren Amtszeit in den Ruhestand trat. Er setzte sich bei der Stichwahl am 25. Juni 2017 mit einem Stimmenanteil von 54,7 % gegen die Mitbewerberin Ulrike Nagel (SPD) durch, nachdem bei der Direktwahl am 11. Juni keiner der ursprünglich fünf Bewerbungen eine ausreichende Mehrheit erreichen konnte. Rubly trat das Amt am 18. Oktober 2017 an. Damit stellte die CDU nach 60 Jahren erstmals den Landrat in der bisherigen SPD-Hochburg. Die wichtigsten Themen, denen sich Rubly zu Beginn seiner Amtszeit widmen wollte, waren die Wirtschaftsförderung, insbesondere der Ausbau des schnellen Internets und der Kreisstraßen sowie die Einrichtung eines Mittelstandslotsen, weiterhin die Behebung des Ärztemangels im Kreis und die Finanzierung des Schwimmbads. Langfristig sah er die Notwendigkeit einer Kreisreform, da die bisherige Struktur nicht zu halten sei.

## Nebentätigkeiten und Ehrenämter
Im März 2021 legte Rubly dem Kreisausschuss ein Liste seiner Ehrenämter und Nebentätigkeiten für 2020 vor. Unter den insgesamt 18 Positionen finden sich u. a.:
- Vorsitzender des Verwaltungsrats und des Kreditausschusses der Kreissparkasse Kusel
- Mitglied der Gesellschafterversammlung und des Aufsichtsrats des Westpfalz-Klinikums
- Mitglied der Gesellschafterversammlung und des Aufsichtsrats der Vitalbad Pfälzer Bergland GmbH
- Vorsitzender des Interkulturellen Kompetenzzentrums Rheinland-Pfalz (IKOKU), einer gemeinnützigen GmbH des Landkreises Kusel[13]